# Augustin Rouer de la Cardonnière
Augustin Rouer de la Cardonnière (baptisé le 13 juin 1664 à Québec et probablement mort en Nouvelle-France au printemps de 1711) était un membre influent de la colonie française et membre du Conseil souverain de la Nouvelle-France à partir de 1703.

## Biographie
Augustin Rouer de la Cardonnière est né en 1664 à Québec et y est baptisé le 13 juin 1664. Il est le fils aîné de Louis Rouer de Villeray, qui fait partie de l'élite de la colonie française et est membre du Conseil souverain de la Nouvelle-France.

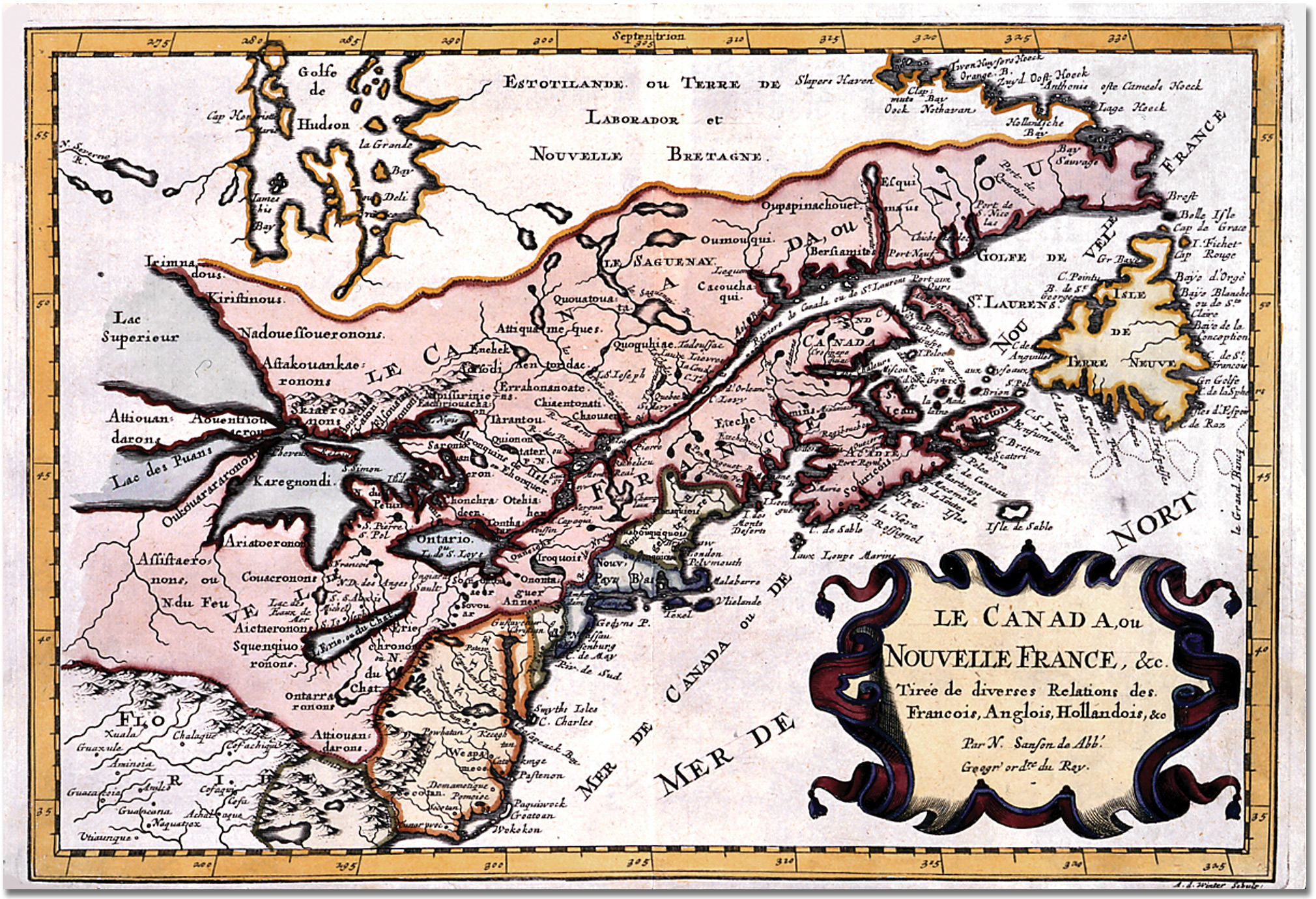
Carte de la Nouvelle-France en 1660.

Le 27 avril 1684, grâce à l'influence de leur père, Augustin Rouer de la Cardonnière et son frère Louis Rouer D'Artigny obtiennent du gouverneur de La Barre la concession de la seigneurie de l'Île-Verte. Cette seigneurie est située sur la rive sud du fleuve Saint-Laurent — où se trouve la municipalité de L'Isle-Verte. — et mesure deux lieues de front sur le fleuve par deux lieues de profondeur dans les terres,.
Augustin Rouer bénéficie de l'appui de l'intendant Jacques de Meulles qui plaide sa cause auprès du ministre Colbert en octobre 1685. Le mémoire rédigé par de Meulles tente d'obtenir pour son protégé, le rétablissement de la « charge de lieutenant particulier au siège de la Prévôté de Québec » ainsi qu'une rétribution monétaire conséquente, mais demeure lettre morte.
Louis Rouer D'Artigny semble avoir fait de plus grands efforts que son frère pour l'exploitation et le développement de la seigneurie de l'Île-Verte mais le père d'Augustin, Louis Rouer de Villeray, estime que l'Île-Verte ne peut permettre à ses deux fils de s'établir convenablement et réclame une nouvelle concession pour son fils aîné. Le 24 avril 1688, Augustin Rouer obtient la concession de la seigneurie de Rimouski des mains du gouverneur Denonville,. Cette seigneurie mesure deux lieues de front sur le Saint-Laurent par deux lieues de profondeur et inclut les deux rives de la rivière Rimouski, l'île Saint-Barnabé et les îlots adjacents. À la suite de l'acquisition de la seigneurie de Rimouski, Augustin Rouer abandonne à son frère Louis, sa moitié de propriété sur la seigneurie de l'Île-Verte.
Augustin Rouer n'habite pas sa seigneurie, mais des indices des Actes du Conseil souverain indique qu'il s'est fait construire un navire et qu'il est probablement venu à Rimouski à quelques reprises pour y pratiquer la chasse et la pêche. En 1694, Augustin Rouer de la Cardonnière échange sa seigneurie de Rimouski, qui mesure cent kilomètres carrés, à René Lepage de Sainte-Claire pour la terre en exploitation et déjà défrichée que possède ce dernier sur l'île d'Orléans,. Les termes de cet échange indique assez bien la valeur relativement faible qu'Augustin Rouer accorde à sa seigneurie, très éloignée du centre de la colonie.
Augustin Rouer devient membre du Conseil souverain de la Nouvelle-France le 29 octobre 1703. Il épouse Marie-Louise Legardeur, fille de Charles Legardeur de Tilly avec laquelle il a six enfants. À la suite du décès de sa première épouse, il se remarie en 1706 à Marie-Louise Pollet, fille de François Pollet de La Combe-Pocatière, avec laquelle il a trois autres enfants.

## Hommages
La rue De La Cardonnière a été nommée en son honneur, en 1972, dans sa ville natale de Québec.